# Manuel Díez de Calatayud
Manuel Díes, Dieç o Díez (1412-1443), que a menudo aparece con el título de Mosén y la localización ‘de Calatayud (o «Calataiud»)’, barón de Andilla, fue un escritor, veterinario (albéitar) español de la primera mitad del siglo xv. Como caballero y albéitar, representó al parlamento del reino de Valencia en el Compromiso de Caspe en 1412, fue mayordomo de Alfonso el Magnánimo, a quién acompañó en 1443 a la conquista de Nápoles. Se le recuerda como autor de varios tratados de veterinaria.

## Biografía
De sangre noble e hijo de Rodrigo Dies, corsario, poeta y amigo de Ausiàs March y Bernat de Fenollar. Aunque parece que su familia había sido aliada de la familia Centelles, en 1411 formaba parte del parlamento ‘urgelista’ reunido por sus enemigos, los Vilaragut, en Vinaroz, durante el conflicto sucesorio. Así, fue uno de los seis embajadores que, en representación del reino de Valencia y junto con los compromisarios propios, asistieron al Compromiso de Caspe. Participó como militar en las Cortes de Valencia de 1417 y 1418 y, al menos desde ese mismo año, o quizá un poco antes, fue uno de los nueve mayordomos del rey don Alfonso V el Magnánimo de Aragón, al que acompañó en las campañas de Nápoles entre 1420 y 1423. En recompensa por sus servicios recibió el castillo de Alpuente en Valencia y la bailía, así como la «alcaidía» de Vall d'Uixó (1424) al fallecer su detentador, el poeta Jordi de Sant Jordi, hasta 1436. Fue procurador de Federico de Aragón, conde de Luna y nieto del rey Martín el Humano, en las Cortes de Valencia de 1428. Estuvo casado con Caterina de Vilanova, y su hijo Rodrigo heredó el señorío de Andilla, que vendió en 1458 a su hermano Manuel, quien murió sin descendencia; Rodrigo fue padre a su vez de Ferrando Díes, comendador de San Juan y también escritor, quien convocó diversos certámenes poéticos en Valencia (1482, 1486 y 1487).

## Obra
Reunió por orden de Alfonso V las noticias que sobre veterinaria equina le suministraron los especialistas del ejército real y los textos clásicos y modernos que pudo hallar, formando con ellas un Llibre del Art de Menescalia o "Libro del arte de Albeitería" escrito en valenciano y que publicó en Zaragoza Pablo Hurus, en 1495. La obra consta de dos libros. El primero (Llibre de menescalia) versa sobre la anatomía externa del caballo, cualidades que deben concurrir para la elección del padre, pelaje, modo de criar el potro, etc. El segundo (Tractac de la menescalia de les mules) es sobre la mula, cualidades relativas a su exterior y modo de administrarle la comida. El aragonés de Sos Martín Martínez de Ampiés tradujo este libro al castellano y lo imprimió en Toledo (1507). Destaca en esta obra la claridad y buen método con que el autor expuso sus ideas, aunque ningún adelanto digno de consideración se encuentra en él, a juicio de Pedro Darder. Con toda probabilidad el autor conocía otros textos sobre la materia, como Cirujia de cavalli de Gallien Corretger, Tractat de la menescalia de Giordano Ruffo y El libro de los caballos de Teodorico Borgognoni.
Su trabajo inspiró el de autores como Salvador Viña (Dels nodriments dals cavalls i de les mules, etc.), Juan Álvarez de Salamicillas (Libro de menescalia y de albeitería y física de las bestias), Rinni (Anatomía del cavalo infirmitate e suoriremedii), etc. Fue obra que corrió en copias manuscritas y también impresas en los siglos XV y XVI en idioma valenciano (Barcelona 1515 y 1523) y español (Zaragoza 1495, 1499 y 1545; Toledo 1507, 1511 y 1515) etc.